# SC Potsdam
SC Potsdam är en idrottsförening i Potsdam, Tyskland. Föreningen har 4 000 medlemmar, varav 2 500 är aktiva, och är framförallt inriktat på breddidrott. Inom elitidrott har klubben nått framgångar i volleyboll (damer), friidrott, parasimning och bob. Den fyrfaldige OS-guldmedaljören i bob Kevin Kuske var medlem i klubben

## Volleyboll
Klubbens damvolleybollag som spelar i Volleyball-Bundesliga sedan 2009. Laget spelar i MBS Arena Potsdam, Potsdam.